# کوردلان
کوردلان (به انگلیسی: Curdlan) با فرمول شیمیایی (کربن۶هیدروژن۱۰اکسیژن۵)n یک ترکیب شیمیایی است. که جرم مولی آن ۴۵۵٫۶۸۵ g/mol می‌باشد. شکل ظاهری این ترکیب، پودر سفید بودار است.